# Ranthambhaur-erőd
A Ranthambhaur-erőd (gudzsaráti nyelven: રણથંભોરનો કિલ્લો, hindiül: रणथंभोर दुर्ग, Kilá Ranthambor, angolul: Ranthambore Fort) India északi részén található, Rádzsasztán államban, Szaváj Madhópur (Sawai Madhopur) városától közúton kb. 15 km-re keletre.
A hat rádzsasztáni hegyi erőd egyikeként a kulturális világörökség része.
A 10. századi erőd egy magaslaton áll, erdő veszi körül. A körülötte levő Ranthambhauri Nemzeti Park - amely tigriseiről és leopárdjairól nevezetes - róla kapta a nevét. A terület a dzsaipuri maharadzsák vadászterülete volt, egészen India függetlenné válásáig.

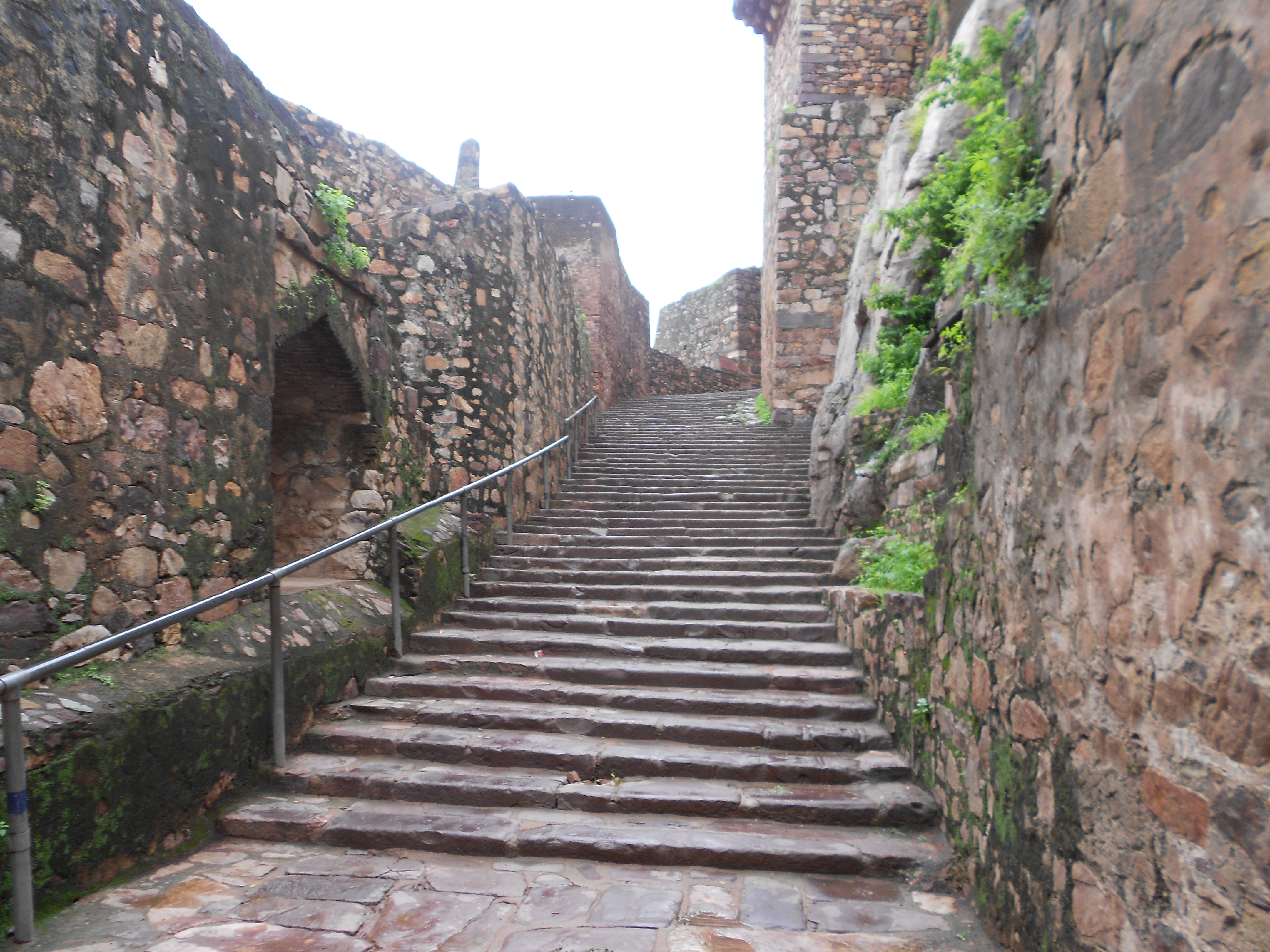
Az erőd egy belső képe

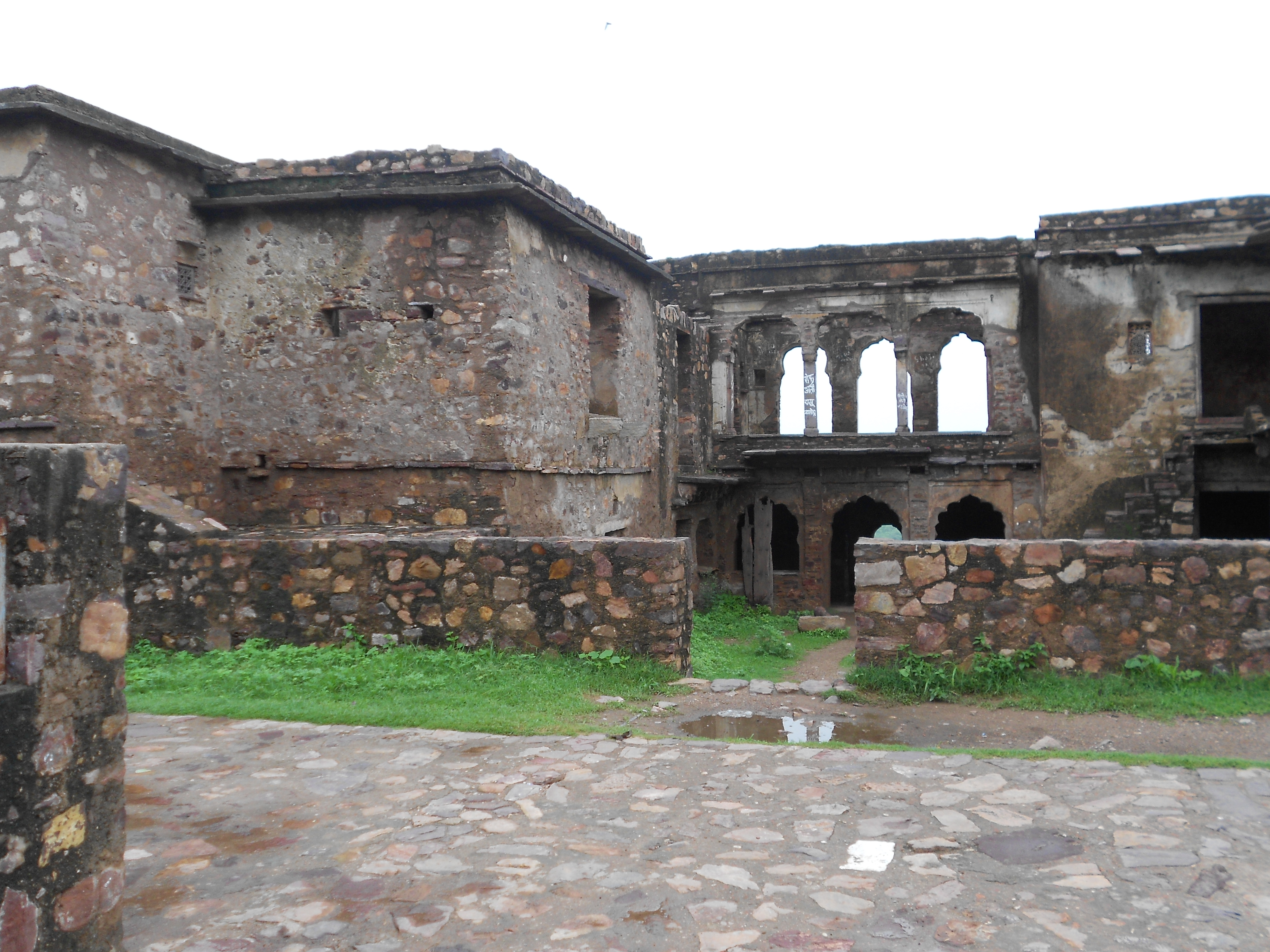
A Ráni-palota romja a várban